# Cái chết của ngôn ngữ
Trong ngôn ngữ học, cái chết của ngôn ngữ xảy ra khi một ngôn ngữ mất đi người bản ngữ cuối cùng. Bằng cách mở rộng, sự tuyệt chủng ngôn ngữ là khi ngôn ngữ không còn được biết đến, kể cả bởi những người nói ngôn ngữ thứ hai. Các thuật ngữ tương tự khác bao gồm ngôn ngữ học, cái chết của ngôn ngữ từ nguyên nhân tự nhiên hoặc chính trị, và hiếm khi glottophagy, sự hấp thụ hoặc thay thế ngôn ngữ thứ yếu bằng ngôn ngữ chính.
Cái chết ngôn ngữ là một quá trình trong đó mức độ năng lực ngôn ngữ của một cộng đồng ngôn ngữ trong sự đa dạng ngôn ngữ của họ giảm xuống, cuối cùng dẫn đến không có người nói tiếng mẹ đẻ hoặc thông thạo về sự đa dạng. Cái chết ngôn ngữ có thể ảnh hưởng đến bất kỳ hình thức ngôn ngữ, bao gồm cả phương ngữ. Cái chết ngôn ngữ không nên bị nhầm lẫn với sự tiêu hao ngôn ngữ (còn gọi là mất ngôn ngữ), trong đó mô tả sự mất thành thạo ngôn ngữ đầu tiên của một cá nhân.
Trong thời kỳ hiện đại (khoảng 1500 CE Hiện nay; sau sự trỗi dậy của chủ nghĩa thực dân), cái chết của ngôn ngữ thường xuất phát từ quá trình đồng hóa văn hóa dẫn đến sự thay đổi ngôn ngữ và từ bỏ ngôn ngữ bản địa để thay thế ngôn ngữ nước ngoài  lingua franca, phần lớn là của các nước châu Âu.
Tính đến những năm 2000, tổng cộng có khoảng 7.000 ngôn ngữ được sử dụng trên toàn thế giới. Hầu hết trong số này là các ngôn ngữ nhỏ có nguy cơ tuyệt chủng; một ước tính được công bố năm 2004 dự kiến khoảng 90% ngôn ngữ hiện đang nói sẽ bị tuyệt chủng vào năm 2050.